# Dinah Kaye
Dinah Kaye (eigentlich: Kay Cumming; * 2. Februar 1924 in Burma; † 12. September 2011 in Edinburgh) war eine schottische Blues- und Jazzsängerin.

## Leben und Wirken
Kaye wurde in Burma als Kind schottischer Eltern geboren. Nach der Rückkehr der Familie nach Schottland verbrachte sie ihre Kindheit in Edinburgh. Sie begann zunächst in lokalen Bands und in Jazzclubs aufzutreten; bevor sie 1943 nach London zog, wo sie bald Bandsängerin im Harry Parry Orchestra war. Nach einigen Jahren gemeinsamer Tourneen arbeitete sie freelance und lebte zwei Jahre in den Niederlanden. Nach ihrer Rückkehr nach London trat sie in verschiedenen Nachtclubs wie dem Fischer's, Savoy Club dem Café de Paris und The Coconut Grove auf. Sie sang auch in den Bands von Nat Allen, Cyril Stapleton, Tommy Sampson und Terry Lightfoot. Als Solistin erhielt sie Gelegenheit für Decca Records aufzunehmen (Just Another Polka). Billy Daniels, der mit dem Song That Old Black Magic populär war, konnte sie überzeugen, ab 1953 in den Vereinigten Staaten zu touren, wo ihre Schallplatte auch erschien und sie vier Jahre blieb. Dort konzertierte sie u. a. mit Louis Armstrong. Dann kehrte sie zurück und sang in den Nachtclubs und Restaurants von London. Im Jahr 1962 vertrat sie Großbritannien auf dem Sopot Festival. Weiterhin tourte sie in dieser Zeit durch Südafrika, Zimbabwe und Tansania, Israel, Malta, Deutschland und die Schweiz. Eine ihrer populärsten Aufnahmen war 1963 die LP The Roaring 20's mit Tubby Sykes and The Powerhouse 7. Eine Zeitlang trat sie wöchentlich in Humphrey Lytteltons Jazz-Programm auf und regelmäßig in den Radioprogrammen Saturday Club und Easy Beat. 1965 wählte sie der Melody Maker in seinem Jazz Poll gemeinsam mit Cleo Laine zur populärsten Jazzsängerin in Großbritannien.

## Diskographische Hinweise
Dinah Kaye with Tubby Dykes: The Roaring 20s  (1963)

## Weblink
Dinah Kaye bei Discogs